# Cave canem (romanzo)
Cave canem è un romanzo giallo storico di Danila Comastri Montanari ambientato nell'antica Roma. Come altri lavori precedenti di Montanari, ha come protagonista il senatore Publio Aurelio Stazio, stampato nella collana Il Giallo Mondadori con il numero 2329. Uscito inizialmente come terzo libro della serie dell'investigatore Publio Aurelio Stazio, la riedizione successiva della Hobby & Work del 1999 lo ripone come la sua prima avventura.

## Trama
Paolina, una donna che vuole vendicare il suo amore per Marco Fabrizio, il generale che amava, e da cui si è dovuta separare a causa dei capricci di Gneo, un ricco pescivendolo, riesce ad ucciderlo con freddezza per salvare il proprio pargolo e attende pazientemente il momento giusto per gustare una vendetta che annienta gli eredi e favorisce il figlio illegittimo come unico erede.
Sarà Publio Aurelio a riportare alla luce la verità, che decide però di nascondere, o meglio di non rivelare in quanto capisce i sentimenti di Paolina.
Tutto questo raccontato con un tocco di ironia donato da Castore, il fedele ma polemico servo di Publio Aurelio che lo aiuta nelle indagini e gli fornisce informazioni raccolte, e a volte estorte ma pagate, dai pettegolezzi.

## Personaggi
- Publio Aurelio Stazio: senatore romano e protagonista della serie.
- Castore: segretario di Aurelio.
- Pomponia: amica di Aurelio.
- Gneo Plauzio: un ricco provinciale di origini plebee che, dopo aver fatto fortuna con il commercio del pesce, si è trasferito sulle rive del lago Averno.
- Paolina: seconda moglie di Gneo.
- Plauzio Attico: primogenito di Gneo.
- Elena: moglie di Attico.
- Nevia: figlia di primo letto di Elena.
- Plauzio Secondo: secondogenito di Gneo.
- Terzia Plautilla: terzogenita di Gneo.
- Lucio Fabrizio: figlio di primo letto di Paolina.
- Silvio: liberto dei Plauzi.
- Demetrio: un piscicoltore.
- Pallas: un pittore.
- Xenia: un'ancella.

## Edizioni
- Danila Comastri Montanari, Cave canem, n. 2329, collana Il Giallo Mondadori, Arnoldo Mondadori Editore, 1993,  p. 283, ISBN 88-7851-030-0.
- Danila Comastri Montanari, Cave canem, Hobby & Work, 29 gennaio 1999,  p. 264, ISBN 978-8871333434.
- Danila Comastri Montanari, Cave canem, Oscar bestsellers, Mondadori, 2013,  p. 280, ISBN 978-88-04-63025-8.
- Danila Comastri Montanari, Cave canem, Oscar Gialli, Mondadori, 28 luglio 2017,  p. 201, ISBN 978-88-0468-033-8.